# Ali Uras
Ali Uras (Sinop, 24 mei 1923)-(Istanboel, 5 mei 2012) was een oud-basketbalspeler en voormalig voorzitter van de Turkse club Galatasaray SK. Bij basketbal was hij ook actief bij deze club.

## Carrière

### Basketbal
Ali heeft vele jaren basketbal gedaan voor Galatasaray. Hij was ook actief bij de Turks nationaal basketbalteam waar hij in totaal 48 caps had.

### Voorzitter (Galatasaray)
Toen hij aan het hoofd stond van Galatasaray wist deze club veel bekers te winnen.
Onder andere:
- TSYD Beker (1x)
- Turkse voetbalbeker (2x)
- Devlet Başkanlığı Kupası (1x)
- Başbakanlık Kupası (2x)

### Voorzitter (TFF)
In het jaar 1986 en 1987 was hij ook de voorzitter van de Turkije Voetbalfederatie (in het Turks:Turkiye Futbol Federasyonu). Hij volgde Erdenay Oflaz op die in 1986 opstapte. Toen Ali had opgestapt werd hij door Halim Çorbalı opgevolgd. Die bleef van 1987 tot 1989 voorzitter.

### Trainers onder Uras
In totaal heeft hij 5 trainers onder hem gehad; waaronder :
Turgay Şeren
Brian Birch
Özkan Sümer
Tomislav Ivić
Jupp Derwall